# Fusarium oxysporum f.sp. ciceris
Fusarium oxysporum f.sp. ciceris là một loài nấm gây bệnh cho cây.

## Hình ảnh

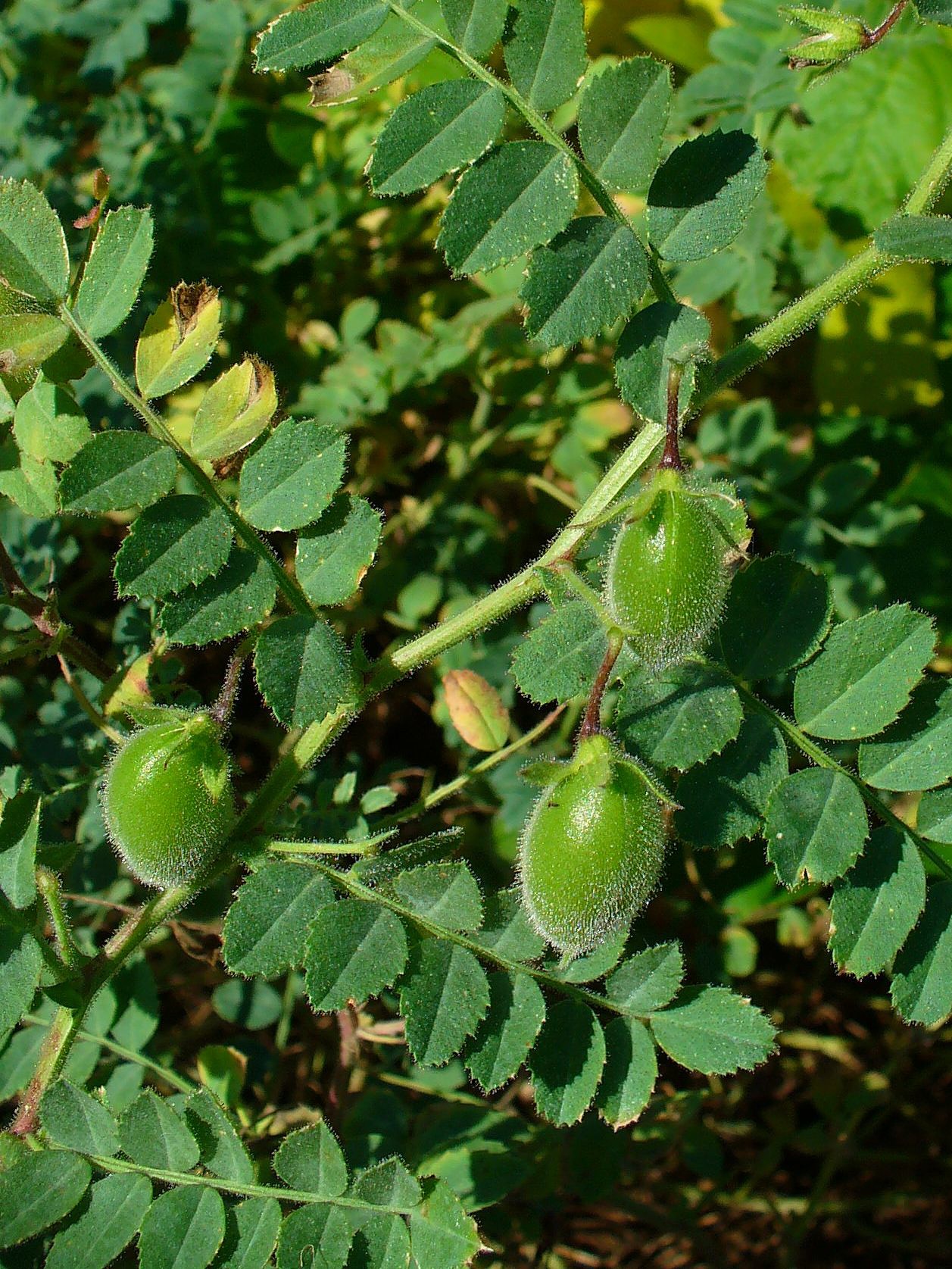
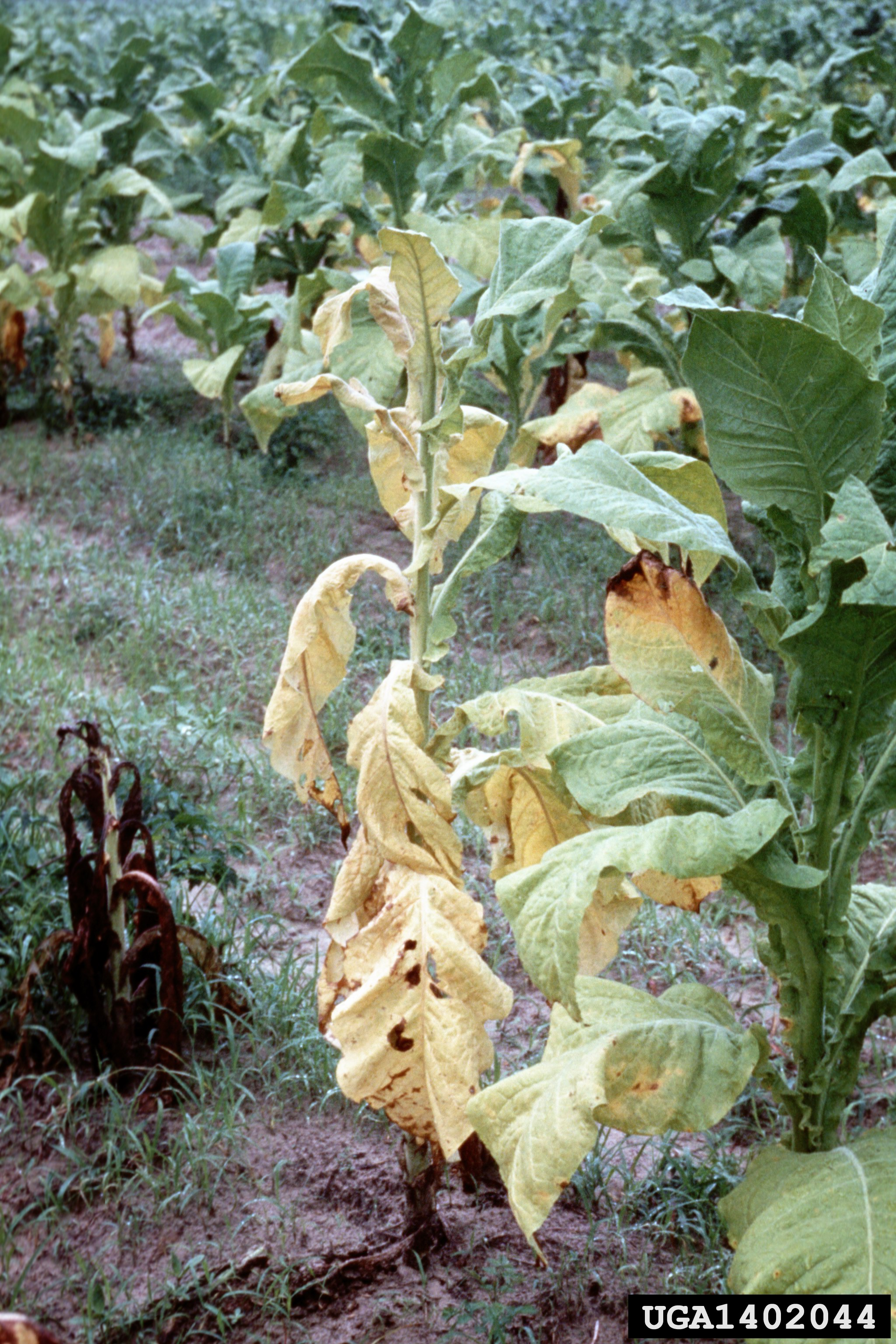
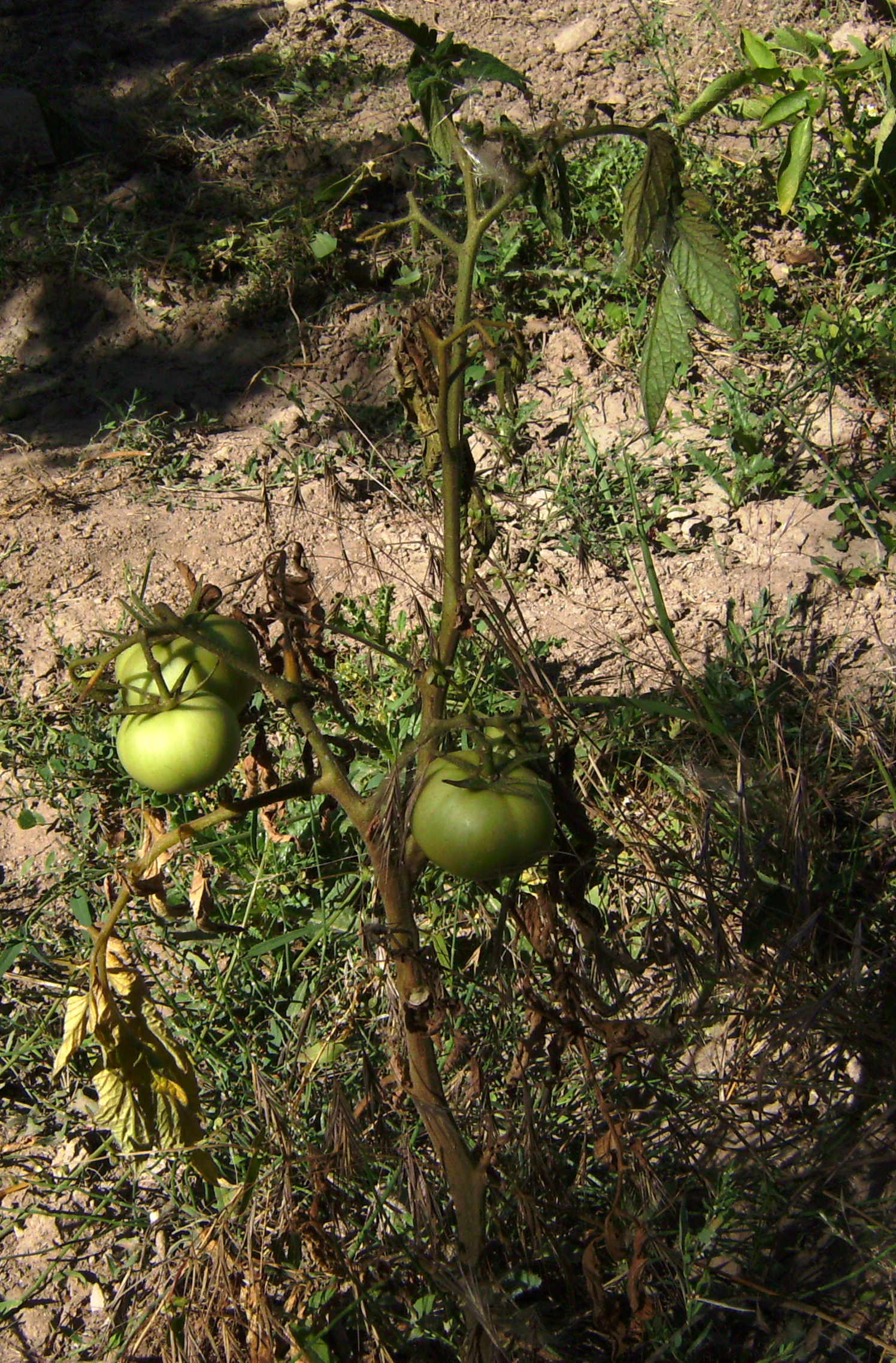